# Oussama Ahammoud

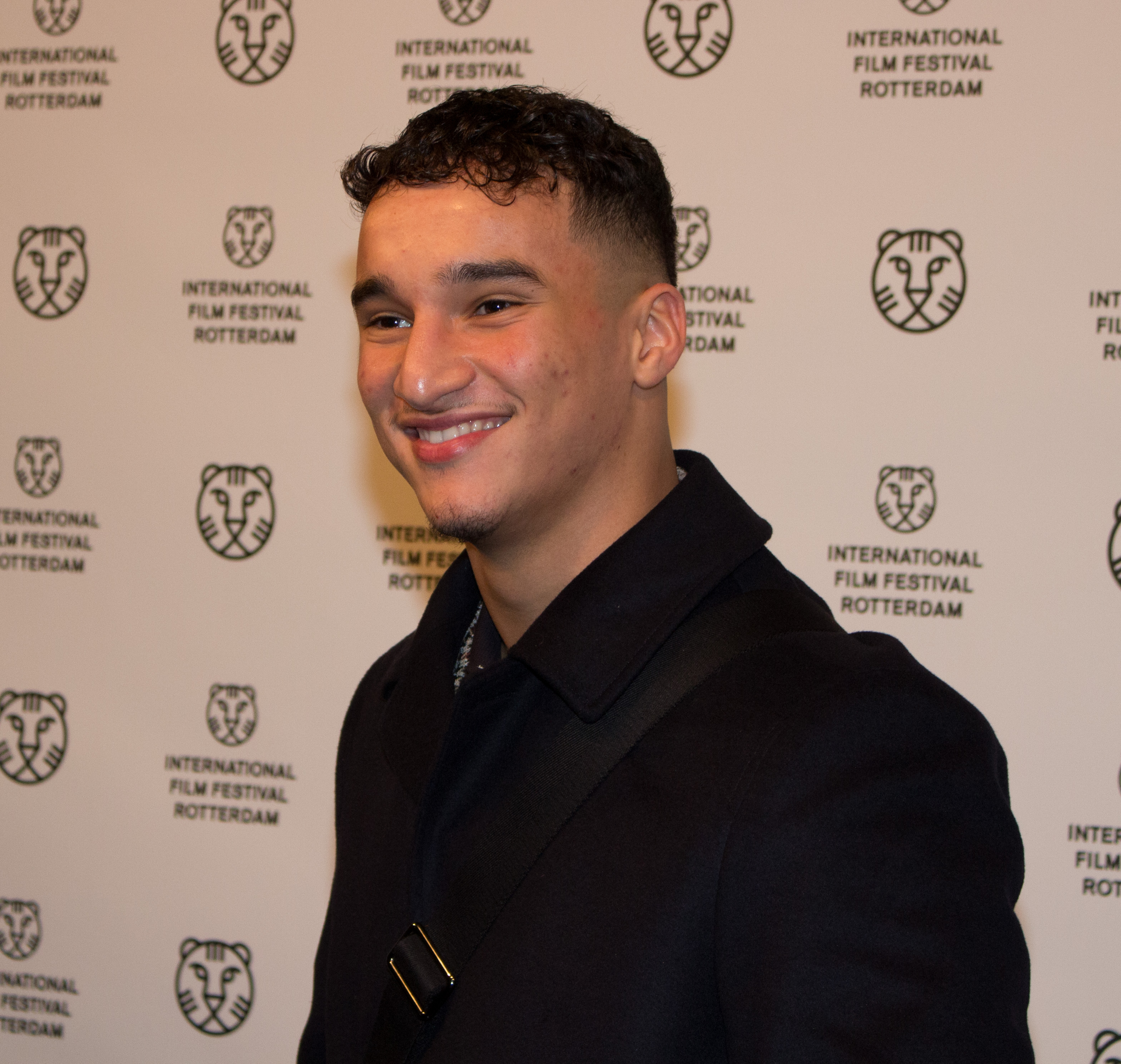
Oussama Ahammoud (2020)

Oussama Ahammoud (* 27. November 2000 in Amsterdam, Niederlande) ist ein niederländischer Schauspieler. Er spielt in der Krimi-Serie Mocro Maffia die Hauptrolle des Youssef „Maus“ (im Original „Muis“) Taheri.

## Leben
Erfolgreich absolvierte der 19-Jährige seine Ausbildung bei der Academy for Theater and Dance, welches sich als richtige Entscheidung herausstellte. 2019 wurde Oussama Ahammoud für das Goldene Kalb als Bester Schauspieler in einem Fernsehdrama nominiert. In einem Interview erklärte der Niederländer, dass für ihn Freundschaft an erster Stelle stehe. Bewusst hervorgehoben hat er seine zwei Freunde Bilal Wahib und Imad Hamdoun.

## Filmografie
- 2017: Het hele verhaal (Kurzfilm)
- 2018–2020: Mocro Maffia (Fernsehserie)
- 2018–2020: Vakkenvullers  (Fernsehserie)
- 2019: De libi
- 2019: Morten  (Fernsehserie)
- 2020: Paradise Drifters
- 2020: Nieuw zeer (Fernsehserie)[2][3]